# فنر (آریزونا)
فنر (به انگلیسی: Fenner) یک منطقهٔ مسکونی در ایالات متحده آمریکا است که در آریزونا واقع شده‌است. فنر ۱٬۱۳۱ متر بالاتر از سطح دریا واقع شده‌است.